# 글로리아 카스틸로
글로리아 카스틸로(Gloria Castillo, 1933년 3월 3일 ~ 1978년 10월 24일)는 미국의 연극 배우, 영화배우, 텔레비전 배우이다.
로스앤젤레스에서 사망하였다. 사인은 암이다.

## 영화
- 틴에이저 몬스터 (1958년)
- 비행접시 인간의 침입 (1957년)
- 사냥꾼의 밤 (1955년)